# Kabinett Beel II

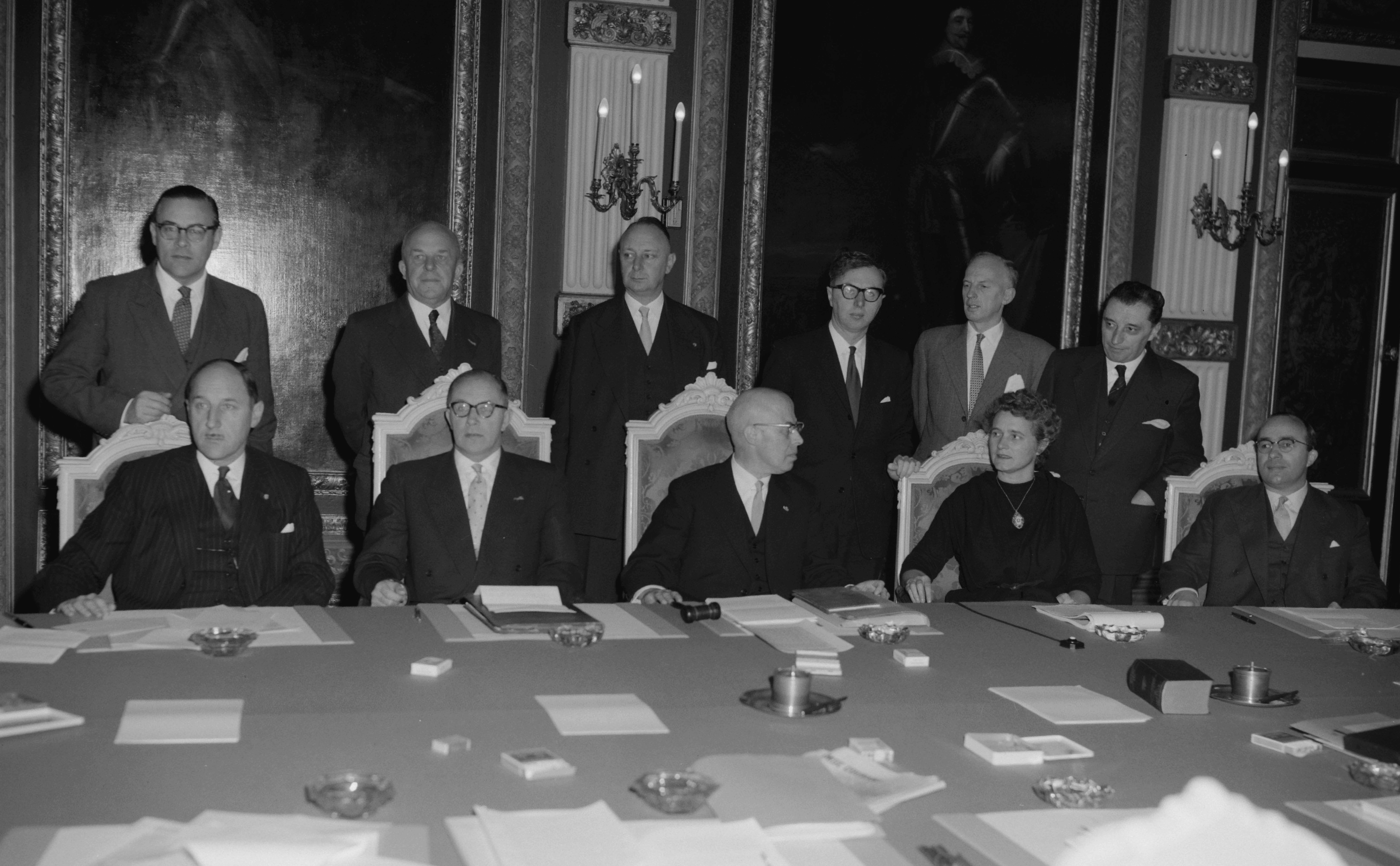
Die Minister des Kabinetts 1958

Das Zweite Kabinett Beel bildete vom 22. Dezember 1958 bis 19. Mai 1959 die Regierung der Niederlande.
Es handelte sich um eine Koalition aus den christdemokratischen Parteien KVP, ARP und CHU, die nach dem Fall des Kabinetts Drees III, dem auch die sozialdemokratische PvdA angehört hatte, gebildet wurde. Es war damit ein sogenanntes Rumpfkabinett (rompkabinet).

## Zusammensetzung

### Minister
| Geschäftsbereich/Amt                                                                                                | Minister                   | Partei |
| --- | -------------------------- | ------ |
| allgemeine Angelegenheiten Soziales und Gesundheit Ministerpräsident                                                | Louis Beel                 | KVP    |
| Inneres, Vermögensbildung und öffentlich-rechtliche Betriebsorganisation Justiz stellvertretender Ministerpräsident | Teun Struycken             | KVP    |
| Äußeres | Joseph Luns                | KVP    |
| Bildung, Kunst und Wissenschaft                                                                                     | Jo Cals                    | KVP    |
| Finanzen Wirtschaft                                                                                                 | Jelle Zijlstra             | ARP    |
| Krieg Marine Landwirtschaft, Fischerei und Lebensmittelversorgung                                                   | Kees Staf                  | CHU    |
| Wohnungswesen und Baugewerbe                                                                                        | Herman Witte               | KVP    |
| Verkehr und Wasserwirtschaft                                                                                        | Jan van Aartsen            | ARP    |
| Sozialfürsorge | Marga Klompé               | KVP    |
| Überseeangelegenheiten                                                                                              | Gerardus Philippus Helders | CHU    |

### Staatssekretäre
| Geschäftsbereich                                                         | Staatssekretär    | Partei |
| ------------------------------------------------------------------------ | ----------------- | ------ |
| Inneres, Vermögensbildung und öffentlich-rechtliche Betriebsorganisation | Norbert Schmelzer | KVP    |
| Bildung, Kunst und Wissenschaft                                          | René Höppener     | KVP    |
| Marine                                                                   | Harry Moorman     | KVP    |
| Wirtschaft                                                               | Gerard Veldkamp   | KVP    |